# Département de Doce de Octubre
Le département de Doce de Octubre est une des 25 subdivisions de la province du Chaco, en Argentine. Son chef-lieu est la ville de General Pinedo.
Le département a une superficie de 2 576 km2. Sa population s'élevait à 20 149 habitants au recensement de 2001.

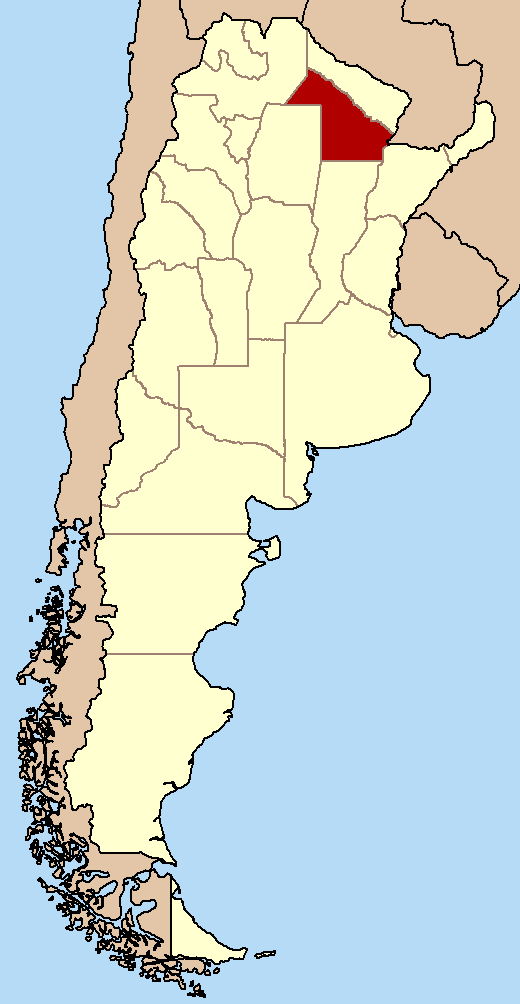
Localisation de la province du Chaco en Argentine.

## Villes et localités
- Gancedo
- General Capdevila
- General Pinedo, chef-lieu
- General Vedia